# Eksjöhus
Eksjöhus AB är en hustillverkare i Eksjö som främst producerar monteringsfärdiga enfamiljshus i trä, även kallat nyckelfärdiga hus. Företaget tillverkar cirka 450 villor per år och koncernen med cirka 240 anställda består av moderbolaget Lindholmsgruppen AB samt de fyra dotterbolagen Eksjö Industri AB, Eksjöhus AB, Eksjöhus Modulbygg AB och Eksjöhus Bostad AB. Koncernen omsätter drygt en miljard kronor per år. Eksjöhus är medlemmar i Trä- och möbelindustriförbundet (TMF) där företagets vd, Frida Scherdén, ingår i styrgruppen för trähusindustrin.
År 2020 och 2022 fick Eksjöhus högst kundbetyg  i Prognoscentrets undersökning Nöjd Kund Index riktad mot småhusköpare. Undersökningen omfattar Sveriges största hustillverkare och genomförs årligen. Sedan 2019 har Eksjöhus placerat sig topp-2 eller bättre i undersökningen.

## Historia
Simon Lindholm (1890–1980) grundade företaget Eksjö Industri AB 1941 med snickeriarbeten som den huvudsakliga inriktningen. Cirka tre år senare startade han produktionen av monteringsfärdiga hus under varunamnet Sveahus. Namnet Eksjöhus användes för första gången 1948 och 1954 tog Simons son Philip Lindholm (1919–1996) över företaget och drev det i knappt 30 år. I början av 1980-talet tog Anders Lindholm (född 1947) över Eksjöhus och var vd fram till 2018, då hans dotter Frida Scherdén tog över.
Företaget tog över konkurrenten Sävsjöhus och använde till 2016 även det varunamnet.

## Husmodeller
Eksjöhus satsade tidigt på det som kallas landskapshus. De första modellerna lanserades 1979 och har fortsatt att tillverkas. Även egnahemshus fanns tidigt i Eksjöhus huskataloger. Principen var att göra det möjligt för så många som möjligt att bygga nytt hus. 
I augusti 2025 blev Eksjöhus husmodell Sjöhem utsedd till "Bästa nyckelfärdiga hus" av Aftonbladet.